# Арга (река)
Арга (исп. Arga) — река на севере Испании, в провинции Наварра,  приток реки Арагон. Длина реки составляет около 148,5 км, а площадь её водосборного бассейна — 2731 км². Годовой сток реки равен 1559 миллионам кубометров, что эквивалентно среднему расходу воды в 49,4 м³/с.
Арга берёт начало в Пиренеях на высоте около 1018 метров над уровнем моря и течёт в южном направлении. Река протекает через муниципалитеты Эстерибар, Уарте, Вильява, Бурлада, Памплона, Бараньяйн, Ольса, Эчаури, Беласкоайн, Пуэнте-ла-Рейна, Мендигорриа, Ларрага, Бербинсана, Миранда-де-Арга, Фальсес, Перальта и Фунес. Впадает в реку Арагон с правой стороны незадолго до впадения последней в реку Эбро, на высоте примерно 277 м н.у.м.